# Redneck Rampage
Redneck Rampage è un videogioco del genere sparatutto in prima persona sviluppato da Xatrix Entertainment e pubblicato da Interplay nell'aprile del 1997 per PC.
Utilizza il motore grafico Build Engine, in particolare una versione leggermente migliorata di quella usata in Duke Nukem 3D, su licenza della 3D Realms.

## Trama
Leonard e Bubba, due fratelli agricoltori piuttosto rozzi e sboccati, devono riprendersi il loro maiale da competizione Bessie, che è stato rapito da invasori alieni. Dovranno farsi strada combattendo gli stessi alieni e i cloni malvagi degli abitanti della città di fantasia Hickston, situata nell'Arkansas.
Nel gioco sono presenti molti riferimenti stereotipati riguardanti gli Stati del sud degli USA, a partire dal titolo: redneck (letteralmente "collo rosso") è un termine dispregiativo utilizzato per indicare proprio i suoi abitanti.

## Modalità di gioco
Tra le varie armi abbiamo un piede di porco, un revolver .454 casull, una doppietta, una balestra in grado di lanciare candelotti di dinamite, un fucile d'assalto AK-47, una sega circolare, una palla da bowling e alcune armi aliene recuperabili dopo aver ucciso alcuni nemici specifici.
Anche i power-up seguono l'ambientazione del gioco: comprendono infatti bottiglie di birra e liquori, nonché alcuni alimenti tipici come il "moon pie" (un prodotto di pasticceria tipico dei luoghi, ripieno di marshmallow) e il "pork rind" (ciccioli). Entrambi hanno la funzione di ridare energia al giocatore. 
Anche le bevande alcoliche servono per ripristinare l'energia, oltre che per rendere il personaggio meno vulnerabile ai proiettili nemici; tuttavia se si supera una certa soglia, posta su un indicatore nell'interfaccia, il personaggio si ubriacherà e non risponderà più correttamente al controllo del giocatore, sino a cadere in terra vomitando. Il cibo invece, se consumato in quantità eccessiva, rende il personaggio più rumoroso (e quindi avvertibile dai nemici anche da lontano), poiché farà emettere peti dal personaggio.

## Colonna sonora
Le musiche del gioco, di genere psychobilly, sono presenti come tracce nel CD-ROM.
- Redneck Rampage di Mojo Nixon
- UFOs Big Rigs & BBQ di Mojo Nixon
- Baby's Liquored Up di The Beat Farmers
- Nurture My Pig di The Reverend Horton Heat
- Trash Can di Cement Pond
- Gettin' Drunk di The Beat Farmers
- Wiggle Stick di The Reverend Horton Heat
- Vixen di Cement Pond
- You Can't Kill Me di Mojo Nixon

## Espansioni e spin-off
- Redneck Rampage: The Early Years - versione di Redneck Rampage contenente solo i primi 5 livelli del gioco originale, e 8 mappe dedicate al multiplayer;
- Redneck Rampage: Possum Bayou - versione di Redneck Rampage contenente 7 livelli;
- Redneck Rampage: Cuss Pack - espansione che aumenta il livello di scurrilità dei commenti proferiti dal protagonista;
- Redneck Rampage: Suckin' Grits on Route 66 - espansione sviluppata dalla Sunstorm Interactive;
- Redneck Deer Huntin' (1997) - spin off basato sulla caccia al cervo;
- Redneck Rampage Rides Again (1998) - seguito del gioco, contenente 14 livelli, nuove armi e nuovi nemici;
- Redneck Rampage: Family Reunion (1998) - compilation contenente il primo gioco originale, Cuss Pack, Suckin' Grits on Route 66 e Rides Again[2];
- So You Wanna Be A Redneck (1998) - compilation ufficiale di livelli aggiuntivi.